# Carnate
Carnate (Carnàa in dialetto brianzolo) è un comune italiano di 7 880 abitanti della provincia di Monza e della Brianza, in Lombardia, situato a circa 16 km a nord di Monza. Fa parte del territorio del Vimercatese.

## Storia

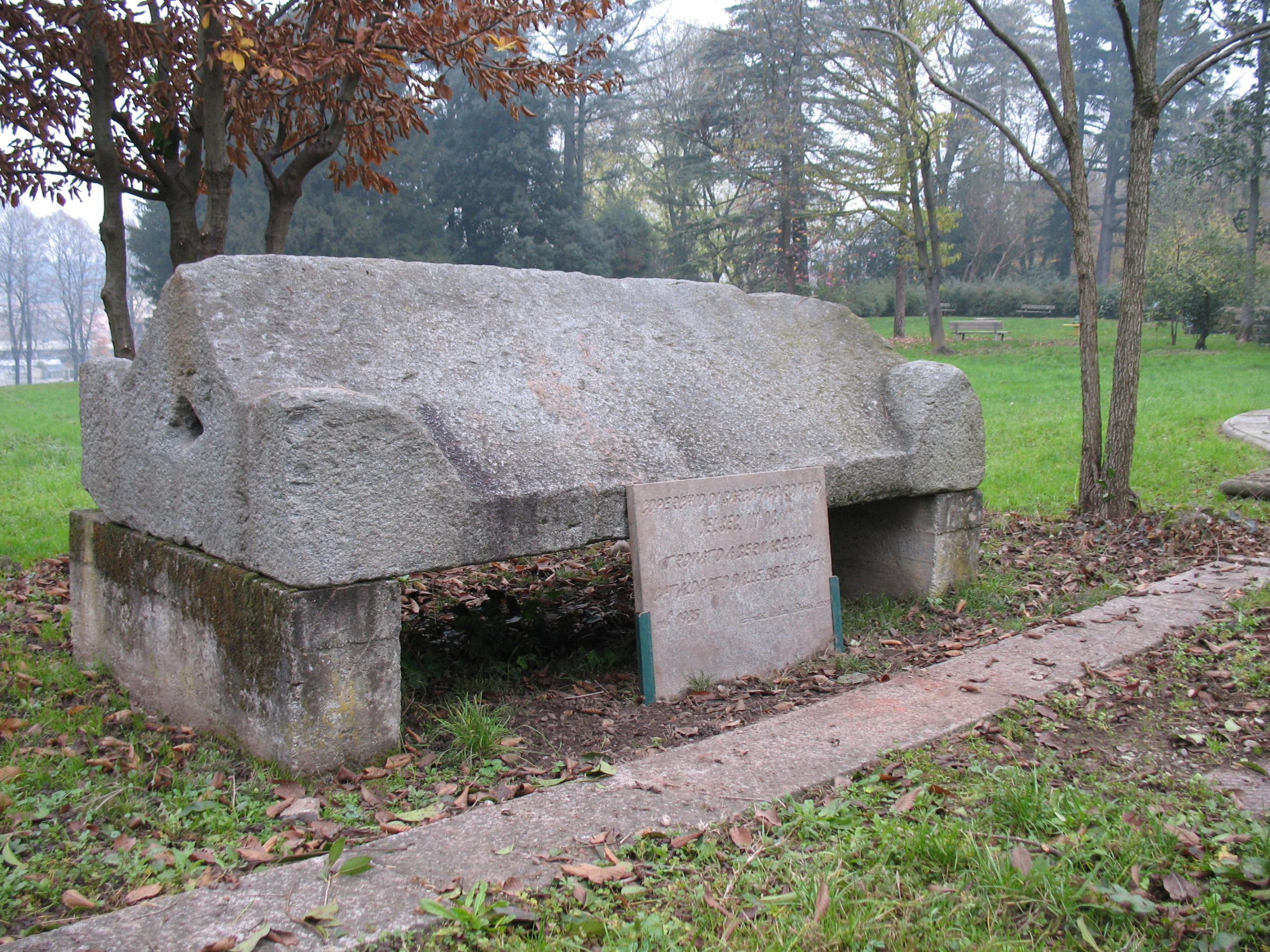
Coperchio di sarcofago romano del III secolo d.C., conservato in Villa Fornari-Banfi

L'origine di Carnate viene fatta risalire da Ignazio Cantù ai Carnuti, popolo della Gallia transalpina, l’attuale Francia. L'origine di Passirano è invece di epoca romana: probabilmente il nome deriva da quello di un romano, Passirius, che aveva un fundus in questa zona. Nei dintorni di Carnate, a Bernareggio, è stato ritrovato il coperchio di un sarcofago romano del III secolo d.C., oggi conservato nella villa sei-settecentesca Fornari-Banfi. Le invasioni barbariche che si susseguirono dal V al VI secolo portarono in Italia anche i Longobardi (569), che si stabilirono a Pavia e Monza, lasciando traccia delle loro vestigia anche a Carnate, come testimonia Maria Paola Canegrati nel suo libro. Nel medioevo il territorio della Lombardia era diviso in contadi rurali, il più antico dei quali viene considerato quello della Martesana, di cui Carnate faceva parte, con Vicomercate (Vimercate) capoluogo. A Vicomercate risiedeva il magistrato togato di tutto il contado. In questo periodo Giovanni Dozio colloca la presenza di una chiesa a Carnate dedicata ai santi Cornelio e Cipriano (X secolo). La chiesa di Carnate era una cappellania sotto la giurisdizione della pieve di Santo Stefano di Vimercate. Il primo documento scritto che ne testimonia l’esistenza è del 1021 dove Carnate è definito vicus et fundus. Un atto notarile del 1072 documenta il lascito di una selva e un campo, siti in Carnate, da parte di Andrea del fu Arialdo detto di Luvaria, alla chiesa di Santo Stefano di Vimercate e alla chiesa dei santi Cornelio e Cipriano di Carnate.
Nei secoli XII e XIII, una serie di pergamene della pieve di Santo Stefano, testimoniano di cessioni, compravendite, lasciti, riscatti di decime, relative a Carnate e Passirano.
Goffredo da Bussero (1220-1229) nel suo Liber Notitiae Sanctorum Mediolani, riporta esserci una chiesa dedicata ai santi Cornelio e Cipriano a Carnate e una dedicata a sant'Alessandro a Passirano.
Nel codice Notitia cleri mediolanensis de anno 1398 circa impsium immunitatem si riporta la rendita di ogni cappellano della pieve: Carnate e Passirano erano tra i meno retribuiti, forse in relazione al basso numero di abitanti.

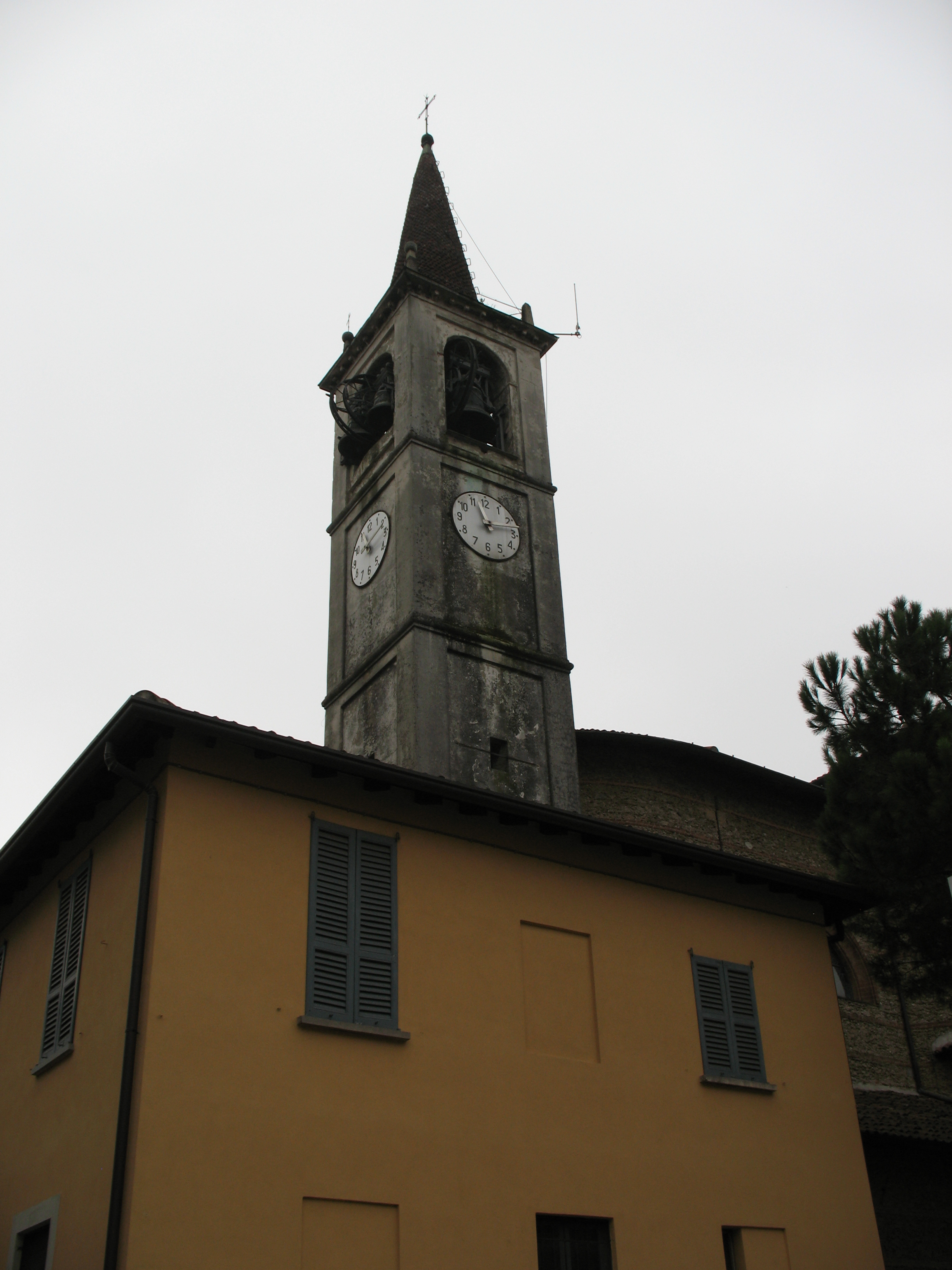
Torre campanaria edificata alla fine del 1400 a cura dei frati carmelitani e attuale campanile della parrocchiale dedicata ai santi Cornelio e Cipriano.

La chiesa di Carnate rimase affidata al clero secolare (non è chiaro se nel frattempo si fossero giù istituite le parrocchie o se si deve attendere san Carlo Borromeo), fino al 1483, quando, morto a Carnate il rettore della chiesa (Joannis de Bexana), «venne in capo ai terrieri di chiamarvi alcuni Padri del Convento del Carmine di Milano». Il Duca Galeazzo Maria Sforza Visconti, il 1º febbraio 1486, concesse il permesso per raccogliere elemosine per ivi fabbricare chiesa e convento. Lo stesso anno i primi frati presero dimora «nelle stanze dell'antecedente parroco, alla chiesa contigue, fino a che a poco a poco si fabricò nobile Convento capace de molti Religiosi…». Il primo frate che assunse l'incarico a Carnate fu tale Aloisio da Legnano. Con l’arrivo dei frati fu introdotta a Carnate la devozione della Madonna del Carmine, che continua tuttora. I frati carmelitani rimasero a Carnate fino al 1769 quando la cura della parrocchia tornò ai preti secolari. Durante la loro permanenza ricostruirono la chiesa con la torre campanaria e costruirono il convento.

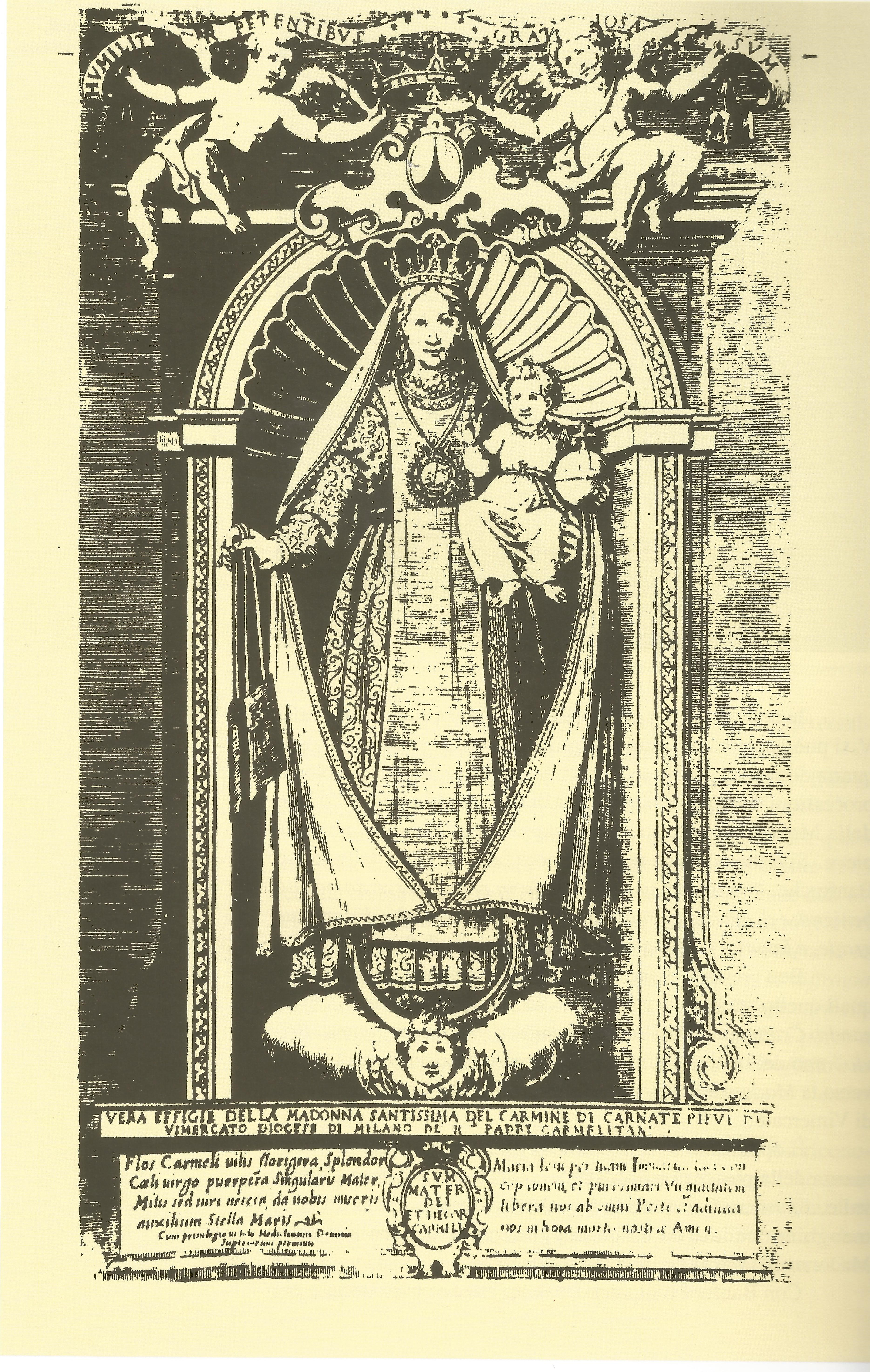
Vera effigie della Madonna del Carmine di Carnate, conservata presso il Castello Sforzesco di Milano

Il periodo di maggiore splendore del convento fu quello retto da padre Dionisio Banfo (1584–1635). A padre Banfo si devono l'istituzione di numerose festività (Sant'Erasmo, San Fermo, San Carlo, Santa Caterina, Sant'Apollonia, Visitazione di Maria e la festa della Madonna de Carnà nella domenica in albis, anche nota come Festa de Carnà). Una riproduzione della vera effigie della Madonna de Carnà è riportata in un'antica stampa, conservata a Milano presso il Castello Sforzesco. La partecipazione ai sacramenti, la visita alla chiesa e all'altare della Madonna del Carmine e la partecipazione alla processione permetteva di lucrare Indulgenze, sia in occasione della desta della domenica in albis (bolla del 1618) che in occasione della festa della quarta domenica di settembre (bolla del 1606).
Un altro merito di padre Banfo fu l’aver chiamato ad affrescare la chiesa e il convento Giovan Mauro Della Rovere che coi fratelli Giovan Battista e Marco erano detti Fiamminghini.
Con Banfo il convento diventò punto di riferimento per i paesi vicini. Durante le feste ed in particolare quella della domenica in albis, sulla piazza della chiesa si svolgeva il mercato e si organizzavano divertimenti. In quelle occasioni si raccoglievano a Carnate «quindici mille persone, et per essere la terra picciola, dimoravano nelle campagne mangiando et bevendo». I curati della Pieve ed in particolare il curato di Bernareggio, don Gerolamo Caccia (1595-1609) protestarono «…egli alla maggior parte de penitenti impone penitenze de denari, o, altre offerte, …per il che la sua chiesa si va adornando, et abbellendo, et le altre restano impoverite e derelitte…». Altre accuse a padre Banfo mosse dai curati della pieve di Vimercate sono di seguito riportate.
- Il Banfo si firma rettore della "Madonna di Carnà" e non di "San Cornelio di Carnà"
- Il Banfo permette che entrino in chiesa moltissimi fedeli con archibugi ed "i fuochi".
- Il Banfo questua arbitrariamente mentre dovrebbero bastare al mantenimento "i rediti et le lemosine che si fanno nella chiesa de tutti i paesi"

Fu istituito dalla curia un vero e proprio processo. A cui seguì il divieto a fare le processioni che sarebbero state estese a circa «sette solennità insolite» per attirare con questa via il mercato davanti alla chiesa «il che si fa con molto scandalo».
Nella visita pastorale del 23 luglio 1606 si decreta: «proibiamo che in futuro il sacerdote curato, …osi mandare qualche questuante per raccogliere elemosine … sotto pena di perdita dei giumenti, delle elemosine e della carcerazione degli stessi questori… Il sacerdote curato celebri messa… Con il rito ambrosiano…» Se padre Banfo non avesse ottemperato sarebbe incorso nella scomunica.

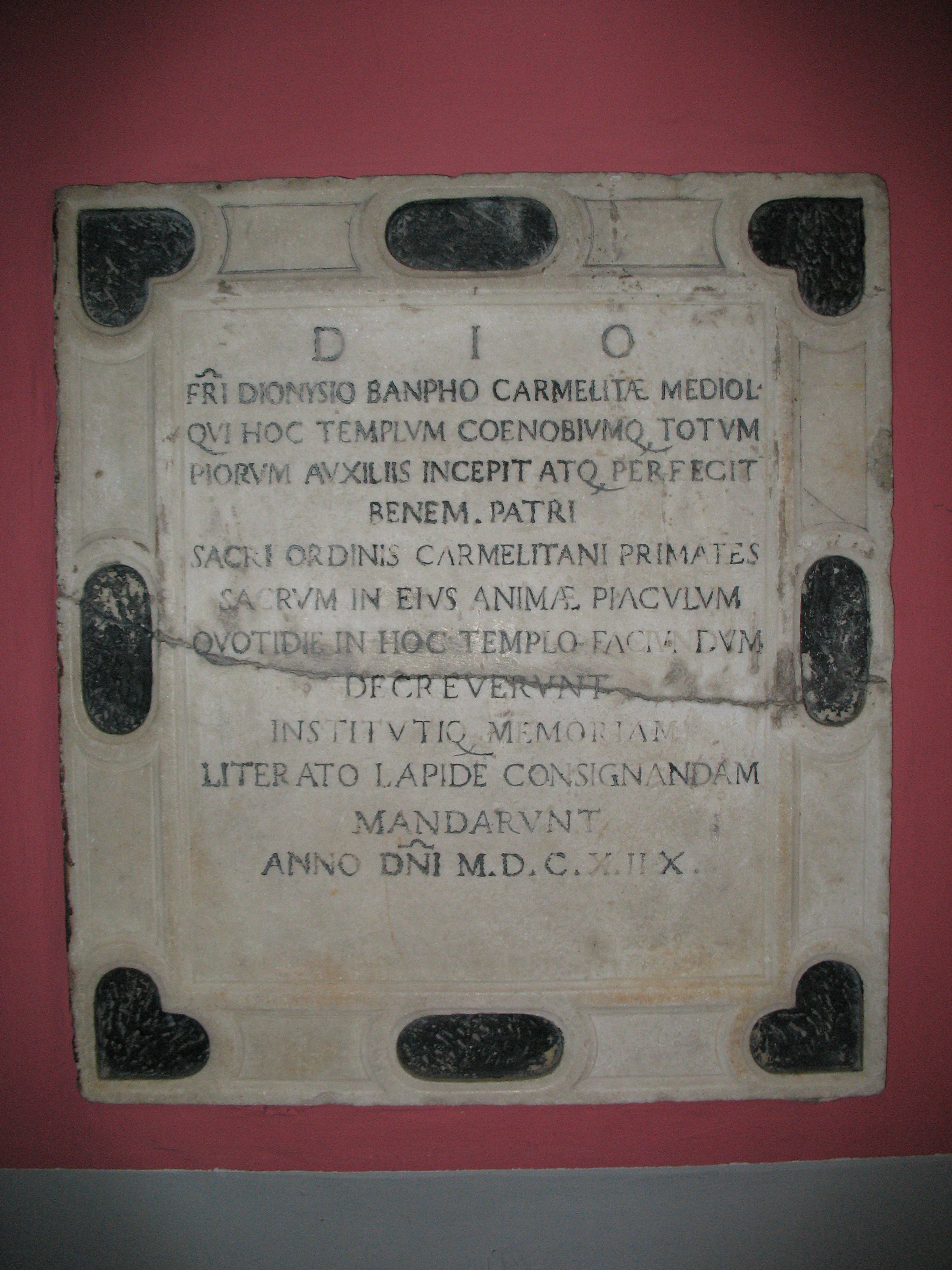
Lapide del 1618 in commemorazione di padre Dionisio Banfo, nella chiesa dei Carmelitani a Carnate

Comunque per l'ordine carmelitano e per i carnatesi padre Banfo era quasi venerato: una lapide in suo onore fu posta in chiesa con scritto: «I superiori del sacro Ordine Carmelitano decretano la celebrazione della santa messa in suffragio… Per il benemerito frate Dionisio Banfo… Anno Domini M.D.C.XIIX.»
Scriveva nel 1961, P.G. Agostoni: «Ancor oggi questa devozione è assai viva: la domenica in Albis ha luogo una grande festa con l’intervento di tutti i parroci della zona e con una processione veramente imponente.»
Alla morte di padre Dionisio Banfo, avvenuta nel 1635, si successero 17 frati carmelitani che ricoprirono la carica di priore nel convento di Carnate. In questo periodo la nota di rilievo più importante riguarda la visita pastorale del cardinale Giuseppe Pozzobonelli del 1756. A quella data era già iniziato un lento declino del vicariato Carmelitano a Carnate, essendo molta parte degli affreschi scomparsa. In ogni caso il cardinale Pozzobelli durante la sua visita lodò «il tabernacolo ligneo, l'ossario costruito fuori dalla parrocchiale, dalla decorosa forma e dalla pitture eseguite da morbido pennello.» Inoltre nel suo resoconto, al Cardinale non pare che gli abitanti avessero sentore dell'atmosfera decadente: continuavano a essere «assidui frequentatori delle funzioni» che si celebravano in questo luogo di grazie. I giorni della soppressione del convento stavano per venire ad opera dell'Impero Austro-Ungarico. Già sotto il governo di Maria Teresa (1740-1765) e durante i quindici anni di coreggenza che la videro affiancata al figlio Giuseppe II fino al 1780, l'impero fu al centro di un'opera riformatrice che incise pesantemente sulla Chiesa. Ma fu con Giuseppe II che questo intervento divenne sistematico in materia ecclesiastica (giuseppinismo), con la soppressione prima degli ordini contemplativi, poi dei conventi piccoli e di numerose parrocchie. Per questo attivismo Giuseppe II si meritò l'appellativo di "re sacrestano", nel senso che chiudeva le porte delle chiese e dei conventi. Anche i conventi di provincia furono coinvolti nella operazione di soppressione, anzi furono i primi a farne le spese. Fu così che nel 1769 i Carmelitani di Carnate furono costretti a lasciare il convento e a trasferirsi presso i confratelli di Milano. Il Carmine di Milano riuscì a mantenere la prerogativa dell'elezione del parroco di Carnate anche sui preti secolari, ancora per qualche anno fino alla sua soppressione avvenuta nel 1783. Da questa data i parroci carnatesi vennero eletti alternativamente dall'arcivescovo di Milano e dal popolo.
L'ultimo parroco carmelitano fu padre Giuseppe Rossi, mentre il primo parroco secolare nel 1769 fu Giacomo Annone.
L'ultimo atto dei Carmelitani a Carnate coincide con la vendita dei beni del convento. Un primo atto notarile del Notaro Reina del 1794, mette all'asta un campo con vignetta e la brughiera annessa, un bosco, una casa ad uso di diversi pigionanti e i terreni annessi. Il tutto per un valore stimato in scudi 1381. L'avvento di Napoleone nel 1796 non cambiò il destino. La Repubblica Cisalpina mise in vendita anche l'immobile del convento. In un atto del 1798 si mise in vendita: «Sala terrena nel Comune di Carnate, vicina alla Chiesa… di provenienza del soppresso convento del Carmine.» Con questo atto si chiude una storia di tre secoli dei Carmelitani a Carnate, il cui bilancio demandiamo a Pier Giuseppe Agostoni: «Da un punto di vista culturale l'apporto Carmelitano a Carnate fu senz'altro notevole: la chiesa doveva essere nel XVII secolo la più splendida di tutta la zona… Da un punto di vista economico c'è pure da ritenere che i Carmelitani abbiano contribuito a sviluppare nel paese l'agricoltura: forse ne ebbe incremento anche la produzione di foglia di gelso e di vino….»
In effetti la coltura del gelso era molto diffusa a Carnate, essendo legata all'allevamento dei bachi da seta. L’allevamento del baco da seta era già diffuso in Brianza fin dal medioevo. A Carnate ebbe un forte sviluppo tra il 1700 e il 1800, come testimoniano i documenti catastali della dominazione austriaca. Passando dal 1730, anno in cui fu fatto il primo censimento (il catasto Teresiano dal nome dell'imperatrice austriaca Maria Teresa) e il 1828, anno del censimento del Regno Lombardo-Veneto, nella comunità di Carnate-Passirano ci fu un incremento esponenziale dei gelsi, che passarono, in poco meno di cento anni, da 230 a 4262. È evidente che in quel periodo ci fu una forte spinta a incrementare la coltura del baco da seta, a cui contribuirono anche i Carmelitani.
Se dal punto di vista ecclesiastico Carnate e Passirano erano divenute un'unica parrocchia già probabilmente dal 1400, sotto il profilo amministrativo non è così. Infatti nella Risposta ai 45 Quesiti della Real Giunta, datata 1751, i cancellieri intervistati sottolineavano l'autonomia delle due comunità, di Carnate rispetto ai comuni limitrofi, di Passirano rispetto al paese confinante. L’origine di tale autonomia veniva fatta risalire ai tempi di Carlo Borromeo, arcivescovo di Milano dal 1556 al 1584, il quale, sempre stando alle dichiarazioni dei cancellieri, aveva provveduto alla separazione di entrambe le comunità dal vicino comune di Usmate. I due comuni sarebbero poi stati aggregati durante il periodo napoleonico e tale unione amministrativa fu mantenuta anche all’indomani della Restaurazione. Nel registro catastale del Lombardo-Veneto troviamo infatti Carnate e Passirano sotto un’unica voce. Con l'avvento del Regno d'Italia e precisamente sotto re Vittorio Emanuele II, con decreto regio del gennaio 1869, il comune di Carnate venne soppresso e aggregato a Bernareggio.
Il censimento del 1861 evidenziò che Carnate aveva raggiunto una popolazione di 960 cristiani, suddivisi in tre frazioni principali: Carnà de Sùra, Carnà de Sott, Pasiràn, oltre ad alcune cascine isolate, la Cascina Bianca, la Piröla (Cascina Camperia) e la Furnàs (dove era la fornace di mattoni). La chiesa parrocchiale realizzata dai Carmelitani non era più sufficiente. Tra il 1881 e il 1883, grazie a un lascito del sacerdote milanese Giuseppe Bazzini che aveva trascorso gli ultimi anni della sua vita a Carnate in via Marconi, il parroco Paolo Beretta promosse la costruzione della nuova chiesa parrocchiale, che inglobò la precedente e ne mantenne la torre campanaria. La lapide marmorea apposta nella chiesa parrocchiale all’entrata principale, recita: «Il parroco Paolo Beretta con l'Architetto Alfonso Parrocchetti nell’anno 1883 edificò questo tempio per lascito del sacerdote Giuseppe Bazzini e con le forze riunite del clero, dei nobili e del popolo e lo dedicò alla Beata Vergine del Monte Carmelo e ai SS. e MM. Cornelio e Cipriano.» La vecchia chiesa dei Carmelitani inglobata nella nuova costruzione, venne adibita a locale di servizio della sacrestia. Ma la nuova costruzione mostrò da subito di essere limitata. Nel Chronicus si riportò: «…però detta Chiesa, per molte circostanze, riuscì a sghimbescio, troppo piccola per i bisogni della sempre crescente popolazione e quel che è peggio incapace di ingrandimento.» Difatti la costruzione fu realizzata in uno spazio limitato a sud dal chiostro del convento dei Carmelitani, nel frattempo divenuto di proprietà privata. Ad est c’era la strada comunale poi divenuta via Barassi. A nord alla vecchia chiesa erano addossate le case rurali. Fu così che il progettista non poté che sviluppare una costruzione nella sola direzione possibile, verso la piazza (ovest), addossando la costruzione alle abitazioni rurali. Rimase un piccolo vicolo, non percorribile con carri né successivamente con automobili.
In occasione del prolungamento della linea Milano-Monza fino a Calolzio, fu realizzata una stazione ferroviaria sul territorio di Carnate. Questo prolungamento, che passa per i comuni di Arcore, Usmate e Carnate, è stato fortemente voluto dal patrizio milanese Camillo Casati (1805–1869). Cosciente che il futuro della zona e del lecchese sarebbe stato caratterizzato dalla industria manifatturiera, che trasformava il prodotto della bachicoltura fiorente in Brianza, Camillo Casati fondò il 6 maggio 1865 la Società Autonoma Briantea Ferroviaria Monza-Calolzio. Superando le offerte del comune di Vimercate che si era proposto come sede della stazione, attraversando momenti difficili fino al rischio di fallimento, la ferrovia e la stazione di Usmate-Carnate divennero realtà e furono inaugurate il 17 dicembre 1873. Il 21 settembre 1888 divenne stazione di diramazione, dopo la realizzazione della linea ferroviaria per Seregno, prolungata l’anno successivo fino a Bergamo. Secondo Marina Comi, l'intitolazione della stazione a Usmate-Carnate, invece che Carnate-Usmate, fu dovuto al Casati che si era impegnato perché la stazione venisse realizzata tra Usmate e Carnate e non a Vimercate. In realtà la decisione fu di carattere topografico. La linea Monza-Calolzio fu da subito disegnata per correre nella valle del torrente Molgora. Infatti a partire da Carnate attraverso Osnago, Cernusco e Olgiate i binari affiancano il corso del Molgora. Da Monza deviare su Vimercate invece che andare direttamente a Arcore e poi Carnate, sarebbe stato inefficiente. Il perché poi nel 1873 si decise di assegnare il nome Usmate-Carnate è probabilmente legato al fatto che la valle del Molgora nella parte bassa di Carnate, era in quegli anni completamente disabitata. C'erano solo campi coltivati e qualche cascinotto. L'unica zona urbanizzata era presumibilmente la cascina Camperia, situata più a Nord e infatti lambita dalla ferrovia. Quest’ultima è dell'Ottocento e probabilmente preesistente la ferrovia. Non c’erano nemmeno strade, ma solo tratturi che collegavano i poderi. Per cui fu più logico collegarla con una strada al centro urbano di Usmate. Le costruzioni vennero dopo e tutte collegate alla presenza della stazione.
Con regio decreto del 10 giugno 1909, re Vittorio Emanuele III aveva reso Carnate comune autonomo rispetto a Bernareggio «col territorio dell’antico Comune omonimo».Dal punto di vista urbanistico, le 3 frazioni principali erano Carnate Superiore (intorno a Villa Banfi), Carnate Inferiore (intorno alla Chiesa Parrocchiale) e Passirano. Vicino alla Stazione, c'erano alcune nuove abitazioni: la Curt del Giuvan (poi denominata Curt del Cinc Ghei) a ridosso del passaggio a livello (oggi chiuso e sostituito dal sottopasso) e la Cirenaica, il palazzo a ringhiera ancora esistente in via Volta, inaugurata nel 1912, anno della conquista della Cirenaica. Alla Fornace dall’800 operava una fabbrica di mattoni; Cascina Camperia segnava il confine con Osnago.

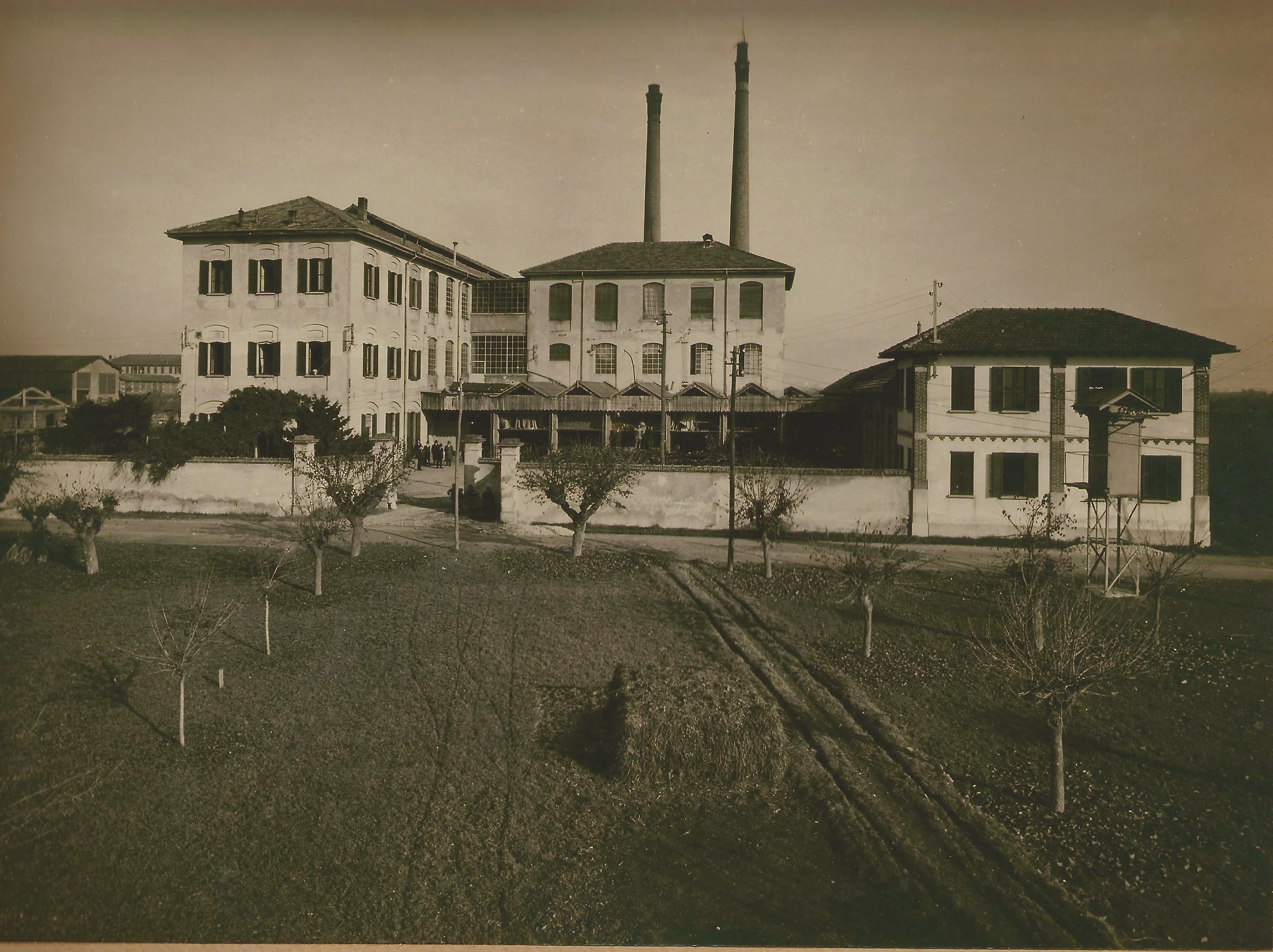
La filanda di Carnate nel 1907

Dalla fine dell’ottocento fino al 1971 a Carnate ha operato un'importante industria, per la produzione e la lavorazione della seta. L'industria era basata su una filanda, dove si lavoravano i bachi per produrre la seta e su un filatoio per la torcitura della seta in filato. Questa industria apparteneva alla società Bernardo & Lorenzo Banfi, fondata nel 1888, che possedeva anche altre filande in Friuli. Nella filanda il lavoro era stagionale, iniziava in autunno e finiva con l'inizio della primavera, in coincidenza con l'inizio dell’allevamento dei bachi da seta, a cura dei contadini. In filanda lavoravano prevalentemente le donne, che cominciavano in tenera età, alla fine delle elementari. La filanda impiegava fino a 300 donne e non tutte erano carnatesi. Per sopperire alla carenza di manodopera locale, a partire dagli anni '20 del secolo scorso, i Banfi istituirono un convitto, presso i locali dell'ex convento dei Carmelitani, dove ospitare le operaie provenienti da diverse regioni e provincie, per esempio dal Friuli, dal pavese e dal lodigiano. La presenza di tante giovani donne forestiere (fino a 120 per ogni stagione) creava un certo trambusto a Carnate. Le cronache dell’epoca riferiscono che il convitto era divenuto sede di serate danzanti, canti e “amoreggiamenti”. Tanto che il curato don Ersilio sollecitò i Banfi a richiedere l’arrivo di alcune suore, a cui affidare sia la cura dell’Asilo che quello delle giovani operaie. Dapprima arrivarono le suore Domenicane e successivamente quelle Rosminiane. Fino agli inizi degli anni 20 del secolo scorso, la scuola elementare era nei locali dell’attuale sacrestia della chiesa di via Barassi. Con l’inaugurazione del nuovo edificio scolastico, sovvenzionato dai Banfi e ad essi intitolato, a metà degli anni 20 fu introdotta la quarta elementare: fino ad allora non si andava oltre la terza. I bambini e le bambine iniziavano con tre anni di scuola materna con le suore presso l’Asilo Pierluigi Banfi (inaugurato nel 1906) e poi a 6 fino a 8-9 anni alle scuole elementari. A quel punto si andava a lavorare: maschietti con i loro genitori nei campi e ragazze in Filanda. Nel 1911 risultavano censiti 1 600 abitanti, sarebbero diventati 1782 dieci anni dopo. Le poche strade che collegavano i quartieri corrispondono alle attuali via Bazzini, via Premoli, via Volta, via Roma, via 4 novembre, via Pace, via Barassi e via Marconi, ed erano sterrate. Il traffico era per lo più contadino: carri con cavalli o asini. Un dedalo di tratturi nei campi collegava i vari poderi.
Lo scoppiò della Grande Guerra non ebbe molta eco a Carnate. L’effetto più eclatante fu ovviamente la chiamata alle armi degli uomini. Essendo fuori dalle grandi linee di comunicazione, gli unici movimenti furono quelli che coinvolsero il transito di truppe verso l’alta Valtellina dove il fronte dallo Stelvio fino al Tonale fu teatro di una guerra spettacolare quanto incruenta. In alta montagna non ci furono mai sovvertimenti di fronte significativi (famoso il paragone di un ufficiale della guerra sull'Ortles Cividale, che in una lettera ai famigliari, confrontando il fronte di alta quota con quello dell’altopiano Veneto, definitiva il primo un pungiglione di pappatacio rispetto alle fauci del leone). Per cui i movimenti di truppe e di rifornimenti lungo la ferrovia che passava da Carnate e andava a Sondrio-Tirano, non furono mai confrontabili come le tradotte sull’asse Torino-Milano-Piave.
Ciononostante Carnate ha sacrificato alla patria durante la grande Guerra ben 34 cittadini, che vengono ricordati al monumento ai caduti di via Barassi. Un tributo molto pesante e un dramma che coinvolse numerose famiglie e l’intera comunità che non ebbe tempo di piangere i suoi figli. Infatti la guerra non era ancora conclusa che il paese venne funestato dalla terribile epidemia di spagnola che riuscì a mietere nel 1919 oltre cinquanta carnatesi, la maggior parte in tenera età.

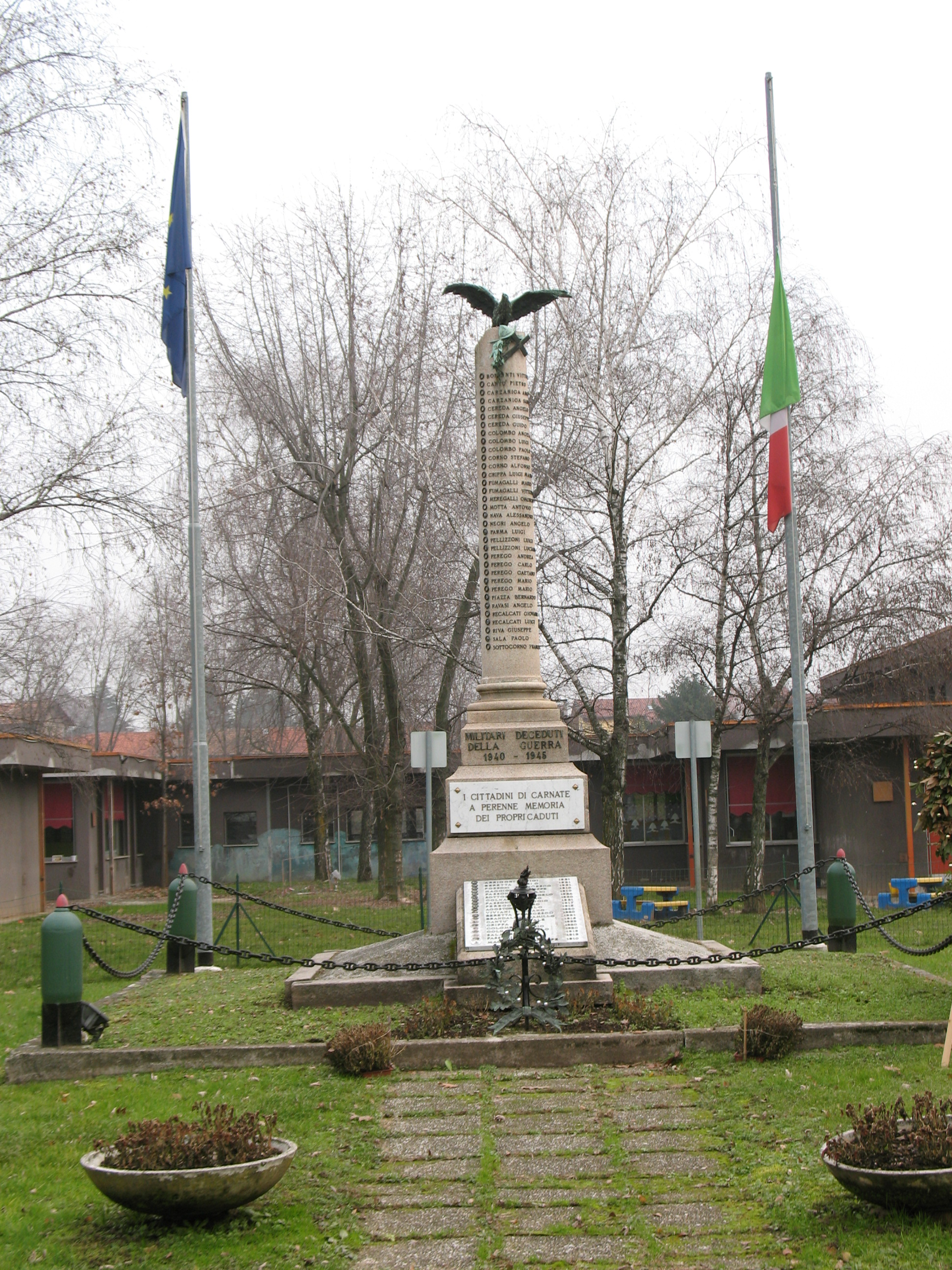
Il monumento ai caduti inaugurato nel 1922. Alla fine della seconda guerra mondiale, fu aggiunta un'ulteriore lapide con i nomi dei caduti di questo conflitto.

Nel 1922 venne inaugurato il Monumento ai caduti della Grande Guerra in via Barassi. Il monumento fu costruito su un’area sacra, vale a dire nello stesso luogo in cui anticamente era ubicato il primo cimitero di Carnate. In seguito alla legge emessa a Saint-Cloud da Napoleone il 12 giugno 1804, all’editto per il Regno Italico del 1806 e alla legge del nuovo Stato Italiano del 1865, anche il nostro paese dovette spostare le sepolture all’esterno del nucleo urbano: allora fu individuata l’area attuale di via IV Novembre, in piena campagna e sicuramente distante dall'abitato (allora). Tra il 1809 e il 1814, si stabilì di non seppellire più nell'area antistante la chiesa parrocchiale, e la scelta della prima sede cimiteriale cadde sull’area di via Barassi, allora equidistante fra Carnate Superiore e Inferiore. Lì vi rimase per oltre cinquantanni. Ai 34 caduti della Grande Guerra, nel 1946 si aggiunse una lapide per commemorare anche i 20 caduti della seconda guerra mondiale.

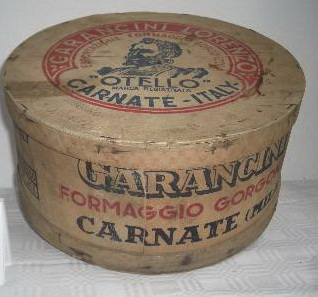
Una forma di gorgonzola Otello, prodotto dalla ditta Garancini Lorenzo negli anni 1940

La Gazzetta Ufficiale del Regno d'Italia del 15 ottobre 1942, annunciava che Sua Maestà Vittorio Emanuele III, re e imperatore d'Italia, Albania e Abissinia, conferiva il titolo di cavaliere ufficiale a Enrico Garancini, industriale e podestà di Carnate. Il titolo veniva conferito a Garancini per i suoi meriti in quanto proprietario di una fiorente industria casearia che produceva formaggi, nella attuale via Volta, intitolata al padre Lorenzo Garancini. La Gazzetta Ufficiale del Regno d’Italia del 21 marzo 1941 – Anno XIX dell’Era Fascista, riportava a pagina 1150 che Lorenzo Garancini di Carnate, in data 16 maggio 1940 ha depositato il marchio di fabbrica per tipo di formaggio gorgonzola. La ditta Garancini Lorenzo infatti produceva e commercializzava in Italia e all’estero il gorgonzola. La ditta Lorenzo Garancini ha operato a Carnate fino a tutti gli anni 1960.
Nel 1930 il curato don Ersilio Magni, per porre rimedio alla inadeguatezza della chiesa realizzata nel 1883, affidò all’architetto Giovanni Barboglio di Bergamo il progetto per l’ampliamento, che non poteva che essere un allungamento. Il progetto mostrava che la già stretta strettoia si sarebbe ulteriormente ristretta. Di qui la proposta di abbattere le case rurali e ottenere una strada degna di questo nome, con una larghezza di 10 metri, come evidenziato dal progetto, approvato dalla Curia nel 1933. Il prolungamento della chiesa si fece nel 1936 senza però toccare le case rurali. La facciata fu salvaguardata e riposizionata 15 metri più a ovest ottenendo la chiesa parrocchiale attuale. Nel 1933 il Cardinal Schuster, durante la visita pastorale, richiamò il parroco don Ersilio al rispetto delle nuove disposizioni canoniche che avevano modificato le norme relative alla venerazione delle immagini sacre. Pertanto la vecchia immagine della Madonna, in legno con abiti in stoffa, risalente ai Carmelitani, fu sostituita dall'attuale statua, ancora oggi venerata nella chiesa parrocchiale. Prima dell'ampliamento la chiesa era sostanzialmente spoglia, per cui una volta ultimati i lavori, si incarico il professor Arturo Galli di procedere ad affrescare le pareti. I lavori iniziarono nel 1941 e durarono 5 anni. Furono affrescate volta, abside e pareti, con un ciclo di affreschi di grande pregio, che includono due grandi affreschi della Resurrezione e Crocifissione proprio in corrispondenza alla parte allungata. La chiesa non fu solo affrescata ma decorata in ogni dettaglio. Il professor Galli fu assistito in questa opera da un giovane apprendista, Marco Colombo, oggi notò come Carnà, un artista la cui fama ha travalicato i confini locali.
Nel maggio 1952 le Ferrovie dello Stato, accogliendo la richiesta del Comune di Carnate, procedettero al cambio di nome in stazione di Carnate-Usmate. La cosa sollevò molti dissapori a Usmate dove venne convocato un Consiglio comunale straordinario «in relazione alle numerose e pressanti richieste pervenute sulla consistenza delle voci sparse fra la popolazione circa un prossimo cambiamento di denominazione della stazione.» Venne data lettura di una lettera al prefetto, nella quale si segnalava il «vivo fermento» e l’indignazione della popolazione per «l’assurdo provvedimento» e «prevedibili perturbamenti dell’ordine pubblico». Ma nonostante la protesta della popolazione di Usmate le Ferrovie dello Stato procedettero al cambio di denominazione, tenuto conto che la stazione insisteva sul territorio di Carnate. Questo provvedimento faceva quindi giustizia di un precedente errore.

### Simboli
Lo stemma è stato concesso con regio decreto del 28 luglio 1932 con la figura di un cane rampante ripresa dal blasone dell'antica famiglia milanese dei de Cagnola (d'azzurro, a cinque bande d'argento, col levriere rampante al naturale, attraversante sul tutto ).
Il gonfalone è un drappo di azzurro.

## Monumenti e luoghi di interesse
Chiesa dei santi Cornelio e Cipriano. Di particolare rilievo il ciclo di affreschi realizzati nel 1941 dal professor Arturo Galli. Sopra il portale principale un pregevole organo della ditta "Giovanni Giudici", realizzato nel 1848, recentemente restaurato e restituito alla originaria qualità nel 1983. Nel 1987-88, in occasione del 50° di sacerdozio del parroco don Ezio Re, la chiesa è stata ulteriormente abbellita con sette vetrate artistiche, realizzate da Pier Franco Taragli, su disegno di Marco Carnà. Con accesso dalla sacrestia è possibile visitare la vecchia parrocchiale del XV secolo, inglobata nel 1883 nel nuovo edificio. Nella vecchia parrocchiale, ora destinata all'adorazione eucaristica perpetua, è possibile ammirare ciò che resta degli affreschi attribuiti al Fiamminghino, tra cui la "Presentazione di Maria al Tempio", la "Visitazione", "l'Incoronazione di Maria" e una Crocifissione a olio su tela di autore lombardo del XVI secolo.
Villa Fornari-Banfi. La prima pietra fu posta il 3 aprile 1685. La Villa fatta realizzare dalla famiglia Fornari, venne in seguito ceduta ai Prinetti e infine ai Banfi. Al nucleo originario venne poi aggiunta una nuova ala nel 1912. Attualmente di proprietà del Comune è da anni sottoposta a un'operazione di restauro. Nel parco annesso alla Villa è esposto il coperchio del sarcofago romano del III secolo d.C. Fa parte del complesso anche la chiesetta dedicata a San Probo che custodisce l'urna con la reliquia del santo. La reliquia di San Probo Martire è stata oggetto di una recente “ricognizione” da parte di mons. Giordano Ronchi, Custode delle Sacre Reliquie della Chiesa arcivescovile di Milano, che ha apposto i sigilli all’urna e rilasciato un documento di autenticazione in data 18 ottobre 2015. La precedente ricognizione di cui si ha documentazione risale al 1º luglio 1734, a cura del cardinale Giuseppe Pozzobonelli.

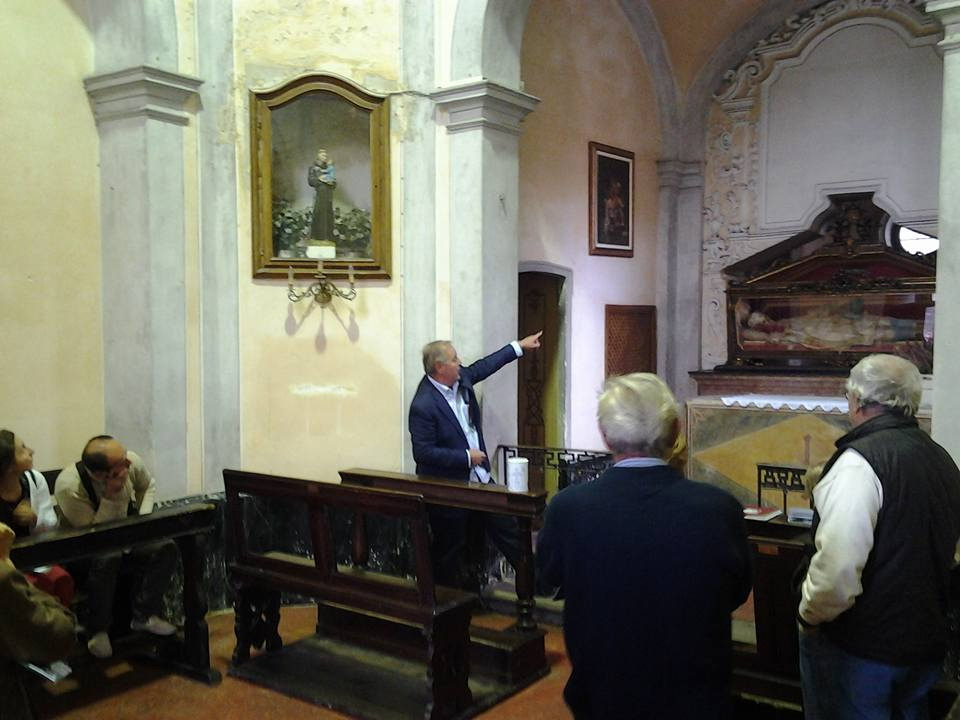
L'urna con San Probo nella chiesetta omonima

Oratorio di Santa Croce a Passirano. Sorge sull'area dove fino al 1845 era la vecchia chiesa dedicata a S. Alessandro. Di stile neoclassico fu fatta realizzare dalla famiglia Gargantini come sacello funebre. Di particolare rilievo gli affreschi dell'abside e due steli in arenaria raffiguranti due serpi attorcigliate a una fiaccola rovesciata, poste all'esterno dell'oratorio, come custodi della porta dei sepolcri. La chiesa fu consacrata nel 1852 e aperta al culto, fintanto che gli eredi sollevarono eccezioni sulla interpretazione degli obblighi testamentari. Come prima conseguenza fu la soppressione dell'assistenza spirituale da parte di un cappellano pagato dai Gargantini. Poi vennero requisite le suppellettili e gli arredi sacri. Al punto che la Curia milanese il 25 agosto 1900 decretò il divieto di celebrarvi funzioni liturgiche. Questo portò alla decadenza dell'Oratorio che per un certo periodo fu anche usato come magazzino agricolo. La restituzione al culto fu decretata dal cardinale Andrea Carlo Ferrari nel 1920.

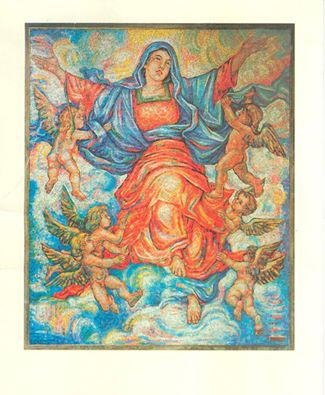
Madonna del Risceau a Passirano: mosaico su disegno di Marco Carnà

Passirano. Il centro storico di Passirano conserva la struttura urbanistica di paese contadino con corti e abitazioni di interesse architettonico. Se si escludono la chiesa Parrocchiale e la Villa Fornari-Banfi, il nucleo di Passirano è il centro di maggior rilievo storico di tutta Carnate. Passeggiando negli stretti vicoli si potrà anche ammirare l'edicola della "Madonna del Risceau (Ruscello)", un affresco murale su cui è stato recentemente realizzato un mosaico su disegno di Marco Carnà.

## Società

### Evoluzione demografica
- 236 nel 1751
- 404 nel 1771
- 444 nel 1805
- annessione a Bernareggio nel 1809
- 807 nel 1853
- 867 nel 1859
- 960 nel 1861
- annessione a Bernareggio nel 1869
- 1600 nel 1911

Abitanti censiti

### Etnie e minoranze straniere
Secondo i dati ISTAT, al 31 dicembre 2020 la popolazione straniera residente era di 1 094 persone, pari al 14,47% di tutti i residenti. Le nazionalità maggiormente rappresentate in base alla loro percentuale sul totale della popolazione residente erano:
| Pos. | Cittadinanza | Popolazione |
| ---- | ------------ | ----------- |
| 1    | Romania      | 319         |
| 2    | Albania      | 106         |
| 3    | Egitto       | 92          |
| 4    | Bangladesh   | 69          |
| 5    | Perù         | 66          |

### Tradizioni e folclore
La Festa de Carnà o festa di Carnate, che cade nella prima domenica dopo Pasqua, la domenica in albis, fu istituita dai frati carmelitani. I frati del Carmine di Milano ricevettero la cura delle anime della parrocchia a seguito di una supplica del 1483. Si legge nella Cronica del Carmine di Milano: «Quanto al terzo, & vltimo, che è il noſtro conuento di Carnate Pieue di Vimercato, …che ſupplicaſſe Sua Santità ad aſſegnare a’ padri Carmeliti di Milano la Chiesa intitolata de santi Cornelio, e Cipriano, die 5. May 1483» (notare che l'uso della s lunga (ſ) invece della s minuscola e della v invece della u, non sono errori di stampa). I Carmelitani istituirono questa festa, una vera fiera di paese, verso la fine del 1500, per creare una occasione per far fare Pasqua alla gente, ovvero per farla partecipare al precetto pasquale.

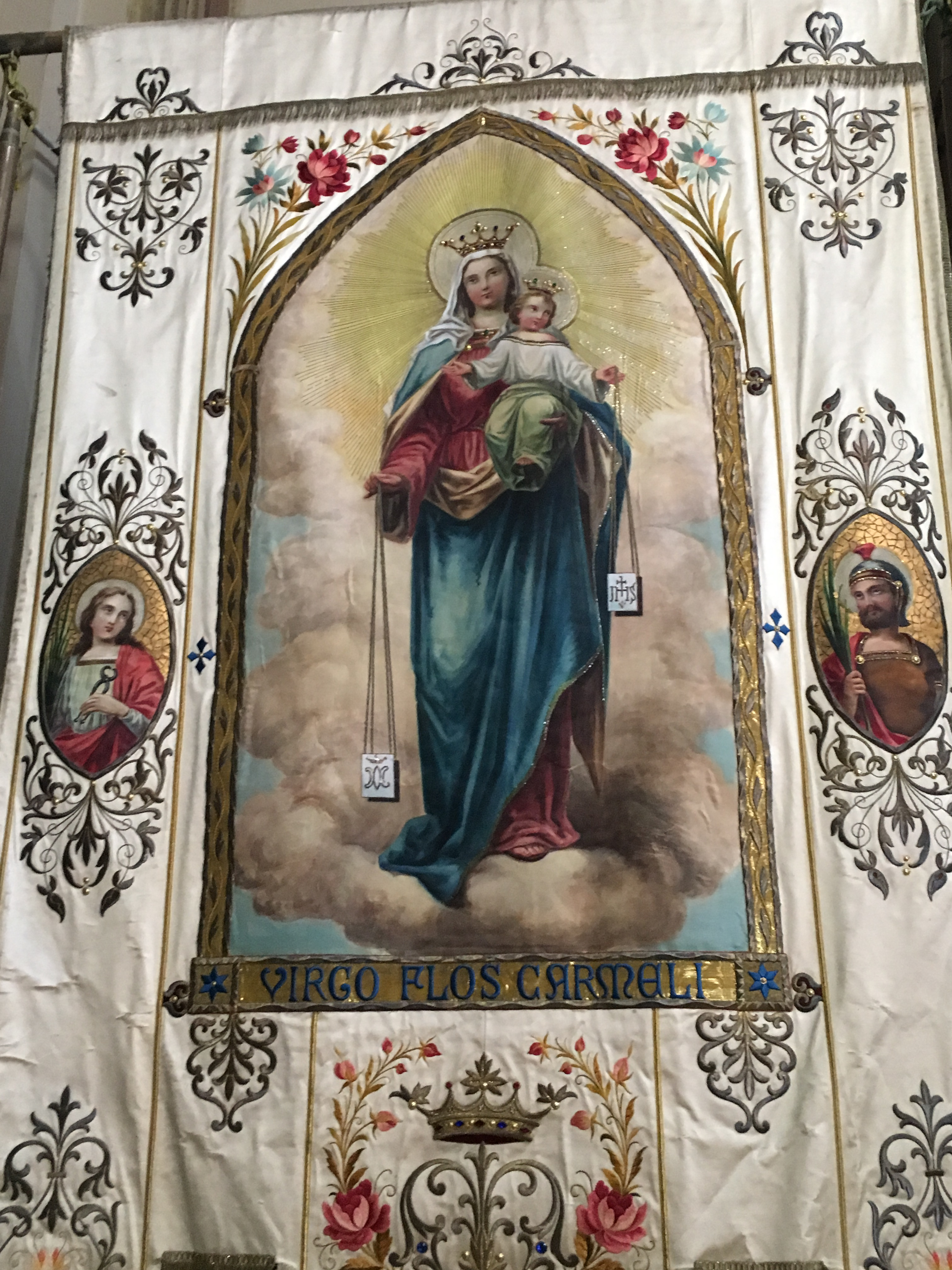
Stendardo del XVIII secolo, con la Madonna de Carnà tra Sant'Apollonia e San Fermo

Per attirare il maggior numero di persone, il padre vicario Dionisio Banfo, pensò bene di esporre l'immagine della Madonna del Carmine, durante la domenica in albis. L'esposizione della immagine sacra della Madonna (allora era di legno e, secondo l'usanza del tempo, con vestiti di stoffa), attirava pellegrini da ogni dove, permettendo ai frati di confessare e di far fare la Pasqua. L'afflusso crebbe di anno in anno, rendendo floride entrate al convento, sotto forma di offerte, ma anche ai numerosi ambulanti, che accorrevano per la fiera fuori sul sagrato. Il momento più importante della festa era la processione con l'effigie della Madonna. In uno dei pochi documenti scritti, rimasti a testimoniare questa intensa attività religiosa, si riassumono tutte le indulgenze e le grazia concesse in perpetuo da papa Paolo V. In particolare in questo documento del 9 maggio 1618, si cita esplicitamente «la solenne & Generale Processione della Madonna con portare la sua diuotissima effigie, si fa ogn'anno la Domenica in Albis, cioè la prima Domenica doppo Pascha di Resurrettione di N.S. subito cantata la Messa»

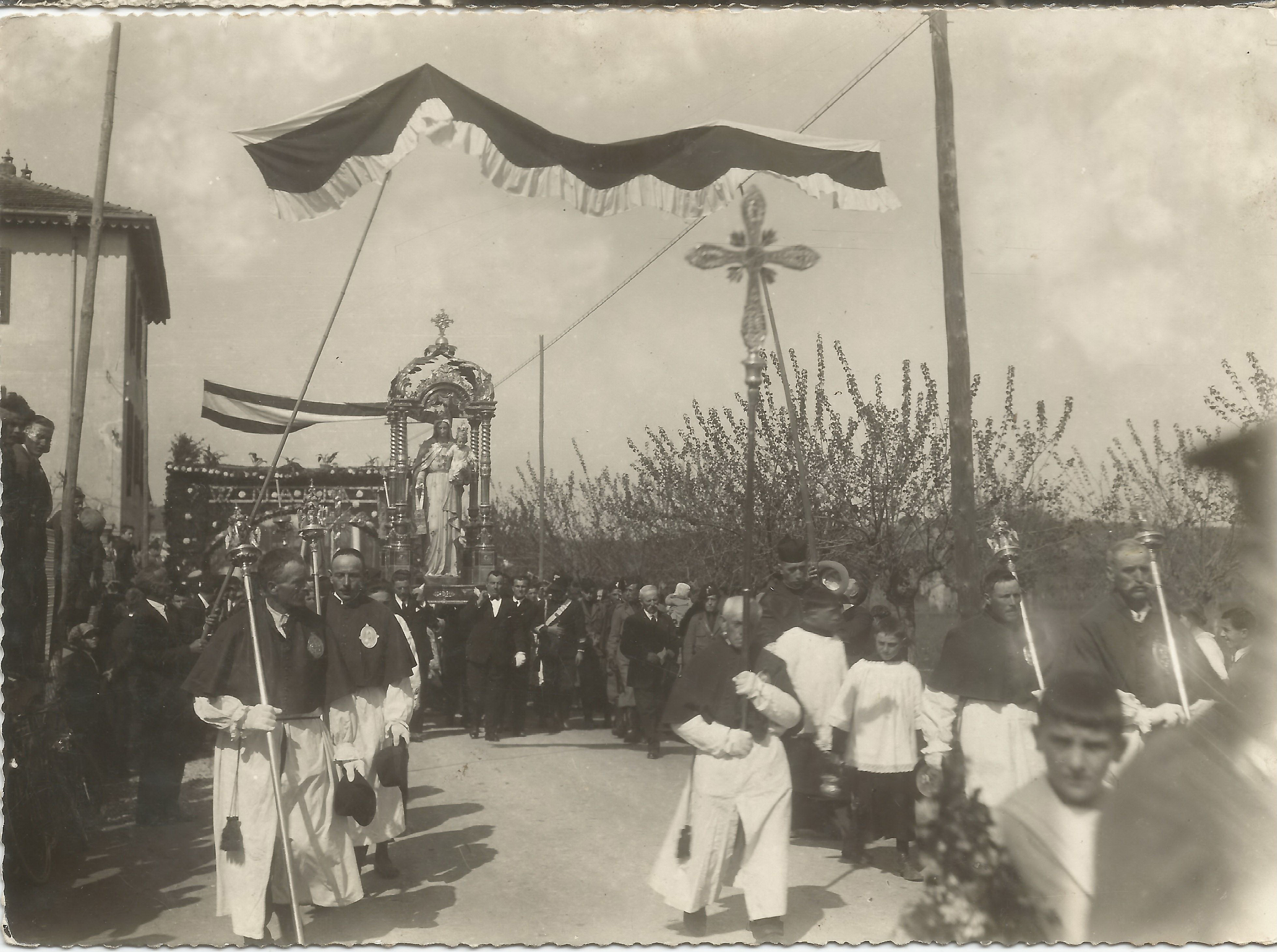
Processione della Madonna del Carmine alla festa di Carnate negli '30 del secolo scorso

Furono fatti dei passi formali in curia a Milano perché l'arcivescovo (a quei tempi il cardinale Federico Borromeo), richiamasse all'ordine i frati. Ma benché furono imposte limitazioni, non si arrivò a sopprimere la festa. Che venne però soppressa per alcuni anni sotto l'imperatore Giuseppe II. La festa fu reintrodotta nel periodo napoleonico. Il successo della stessa fu nuovamente fonte di contrasti, tanto che il prevosto di Vimercate Carlo Pagani, inviò una lettera alla curia di Milano, perché se ne promuovesse la soppressione assieme ad altre sagre, dal Pagani stesso ritenute «uno scandalo grave» . Ma anche questa volta senza successo tanto che la Fésta de Carnà ha continuato a richiamare per secoli un grande afflusso di devoti, curiosi o semplicemente visitatori, fino ai nostri giorni.

## Infrastrutture e trasporti

### Ferrovie
Il paese dispone di una propria stazione ferroviaria posta all'incrocio delle linee Lecco-Milano e Seregno-Bergamo.

## Amministrazione
| Periodo | Periodo   | Primo cittadino              | Partito      | Carica  | Note   |
| ------- | --------- | ---------------------------- | ------------ | ------- | ------ |
| 1994    | 1997      | Roberto Cola                 | lista civica | Sindaco | [ 30 ] |
| 1997    | 2002      | Monica Gavazzi               | lista civica | Sindaco |        |
| 2002    | 2007      | Pietro Valentino Taglialegne | lista civica | Sindaco |        |
| 2007    | 2012      | Maurizio Riva                | lista civica | Sindaco |        |
| 2012    | 2017      | Daniele Nava                 | lista civica | Sindaco |        |
| 2017    | 2022      | Daniele Nava                 | lista civica | Sindaco |        |
| 2022    | in carica | Rossella Maggiolini          | lista civica | Sindaco |        |

### Gemellaggi
- Plaisance-du-Touch[31]